# Andrej Hlinka

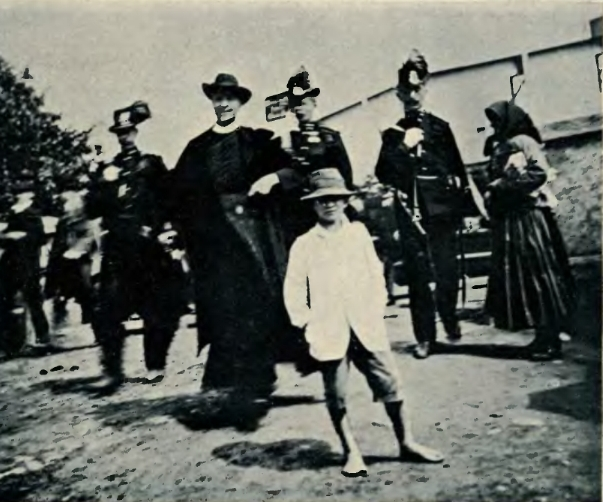
Hlinkát őrizetbe veszik a magyar csendőrök, 1906-ban

Andrej Hlinka szül. Hlinka András (Csernova, 1864. szeptember 27. – Rózsahegy, 1938. augusztus 16.) római katolikus szlovák pap, a második világháború előtti időszak egyik legjelentősebb, szélsőségesen nacionalista szlovák politikusa volt.

## Élete
Hlinka egy nyolcgyermekes földműves-napszámos család fiaként született, édesapja id. Hlinka András, édesanyja Schulik Mária volt. Gyermekkorában ő is kivette a részét munkából, többek között bárány- és libapásztor volt.
Hlinka Rózsahegyen és Lőcsén járt gimnáziumba. Teológiát végzett Szepeshelyen, ahol 1889-ben szentelték katolikus pappá. 1924-től pápai kamarás, 1927-től pápai jegyző volt, egyúttal vallásos könyveket kiadó Szent Adalbert Társulat elnökségét is ellátta. A szociális kérdések mindig is foglalkoztatták és a nehézsorsúak helyzetét a szívén viselve gyakran támogatta anyagilag a szegény családokat.
Több helyen dolgozott papként, utoljára Rózsahegyen. Már fiatalon politizálni kezdett a konzervatív gróf Zichy János vezette Katolikus Néppártban. Amikor a párt erősítette a magyar nemzeti arculatát, Hlinka kilépett és a Szlovák Néppárt (Slovenská ľudová strana) egyik alapítója és kulcsfigurája lett. Főszerkesztője volt 1897-ben a „Népi Hírek” (Ľudové Noviny) című újságnak, és 1906-ban megalapította a „Népi Bank”-ot (Ľudová banka). 1906-ban kétéves börtönbüntetésre ítélték magyarellenes agitáció miatt, és eltiltották papi hivatása gyakorlásától. A szegedi Csillagbörtönben (ahol többek között Kun Bélával is találkozott) egyházi témájú műveket írt, és fordított. A szülőfalujában történt 1907-es csernovai tragédia után X. Piusz pápa közbenjárására kegyelmet kapott, és kiengedték a börtönből.
1918-ban tagja lett a Szlovák Nemzeti Tanácsnak. Eleinte elfogadta az egységes csehszlovák nemzet eszméjét, de néhány hét elteltével változtatott a politikáján és megalapította az új Szlovák Néppártot. Már 1919 nyarán elutazott Párizsba, és a versailles-i konferencián sikertelenül követelte a szlovák autonómiát. A pártja nevét 1925 után „Hlinka Szlovák Néppártjára” (Hlinkova slovenská ľudová strana, HSĽS) változtatták, melynek haláláig elnöke, fő ideológusa és parlamenti képviselője volt. A csehszlovák parlamentben Hlinka volt a párt frakcióvezetője.

## Eszmevilága
Eszméiben keveredett a nacionalizmus, a szélsőséges klerikalizmus, az antikommunizmus, antiszemitizmus és idegengyűlölet. Bigottan katolikus volt, olyannyira, hogy a magánéletben minden nem katolikussal szemben tartózkodó, olykor ellenszenves volt. Harcolt a prágai centralizmus ellen, az utolsó években a nácizmus és a fasizmus ideológiának egyes elemeit átvette, anélkül, hogy feladta volna a katolikus hitét. Amikor Németország megkezdte a nagyszabású zsidóellenes fellépéseket, ez még inkább növelte Hlinka lelkesedését a nácizmus iránt. Szövetségesének tartotta a nemzetiszocialista Szudétanémet Párt vezetőjét, Konrad Henleint és a magyar Esterházy János grófot. Egységesíteni akarta a szlovák nemzetet, mivel 1929-ben a választásokon Szlovák Néppártja 28, hat évvel később 30%-os támogatást kapott, de ez célja eléréséhez kevés volt. Ennél több szavazattal rendelkeztek együtt a kommunisták és a szociáldemokraták, akiket „a katolicizmus kizárólagosságát hirdető pap-politikus" legszívesebben betiltott volna, de vallási intoleranciáját a szlovák evangélikusok mind a mai napig nem bocsátották meg neki. 1936-ban egy nagygyűlésen kijelentette: „Én vagyok a szlovák Hitler, olyan rendet csinálok itt, mint Hitler Németországban."  A baloldali pártokat csak „zsidó-bolsevik csőcselékként" szokta emlegetni, ennek kapcsán vált ismertté az a vallomása is, amely szerint „Addig nem nyugszom, amíg a vörös Szlovákiából nem csinálok fehér Szlovákiát".[forrás?]
1925-ben ezt nyilatkozta: „Mindannyiunk lelkében lobogjon a magyar haza emléke, mert ezer esztendős magyar uralom alatt nem szenvedtünk annyit, mint a cseh uralom hat éve alatt."

## Magánélete
Hlinka mindig is erősen kötődött a szülőhelyéhez. Ismert volt róla, hogy imádott horgászni és ha tehette szabadidejében mindig ennek a szenvedélyének élt, amelyről még archív filmfelvételek is tanúskodnak. Amikor arról kérdezték vajon azért horgászik annyit, mert szereti a halat, ő azt felelte, hogy azért szereti, mert horgászás közben egymaga van, pihen, gondolkodik, lélekben megtisztul. Édesapja tutajos is volt a Vágon, így már korán kötődni kezdett a vízi világhoz. Erről be is számolt egy 1936-os interjúban a csehszlovák rádiónak.
Érdekelte a környezetvédelem is, így nyilvános felszólalásaiban gyakran szóvá tette, hogy a nagy gyárak szennyezik a Vág folyót.
Szívesen tartózkodott és társalgott egyszerű közemberekkel, leginkább az ő társaságukban érezte jól magát. Közvetlensége és kedvessége miatt az egyszerű emberek kedvelték.

## Betegsége és halála
Halála előtt néhány évvel már súlyos egészségügyi problémái voltak, ezért már 1933. június 19-én megfogalmazta végrendeletét, amelynek tanúi Andrej Scheffer plébános és Jozef Tylka káplánok voltak. Birtokában levő festményeket, szobrokat és egyéb értékeit a rózsahegyi múzeumra hagyta. Könyveit és más ingóságait eladásra ítélte, amelynek árából a szegényeket kellett támogatni. Egyéb anyagi dolgokat a rokonai és a jezsuiták kaptak.
Halálát gyomorrák okozta, amelynek áttétjei a vesére is kihatottak. 1934-ben már átesett egy gyomorműtéten Nagyszombatban és a horvátországi Krk szigetén volt gyógykezelésen, de állapota tovább romlott. Ekkor ünnepelt 70. születésnapján továbbra is kemény harcra buzdította híveit a szlovákság ügyéért. Utolsó nyilvános beszédét a rózsahegyi plébánia erkélyén tartotta augusztus 7-én, nem egészen három héttel halála előtt. Később egy pozsonyi szanatóriumba szállították, ám az orvosok nem tudtak tenni semmit az érdekében, így visszavitték Rózsahegyre, hogy ott érje a halál. Halálos ágyánál Rózsahegy akkori polgármestere Anton Mederly, Karol Sidor és Scheffer is ott voltak, továbbá a jezsuiták imádkoztak lelki üdvéért. Halála pillanatában még maradt annyi ereje, hogy megcsókoljon egy Jézus-feszületet.
Halála után Jozef Tiso vette át a helyét, bár Hlinka nem nevezte meg örökösének, igaz politikai végrendeletet nem hagyott.
Hlinka temetését Ján Vojtaššák szepesi püspök celebrálta, a prédikációt Karol Körper katolikus pap és képviselő mondta el. A temetésen nagy tömeg volt jelen, köztük számos egyházi és politikai méltóság. Jelen volt cseh részről Milan Hodža és Eduard Beneš is. Hlinka testét üvegfedelű koporsóban vitték végig a városon, hogy a tömegek még utoljára láthassák. Tiso maga is felszólalt a temetésen, aki először úgy nyilatkozott, hogy Csehszlovákia egységének és szuverenitásának fenntartása a szlovákoknak is érdeke.

## Utóélete
A háború utáni Csehszlovákiában nem tűrt személy lett. 1989 után változtattak ezen a képen, az 1991-ben megjelent Szlovák Nemzeti Életrajzokban (Slovak National Biography) már a következőképpen jelölik meg személyét: „a modern Szlovákia történetének egyik legfontosabb személyisége, nemzeti keresztény politikus és a szlovák autonóm törekvések képviselője”. Arcképe 16 évig a szlovák ezerkoronás bankjegyen is jelen volt.

## Emlékezete

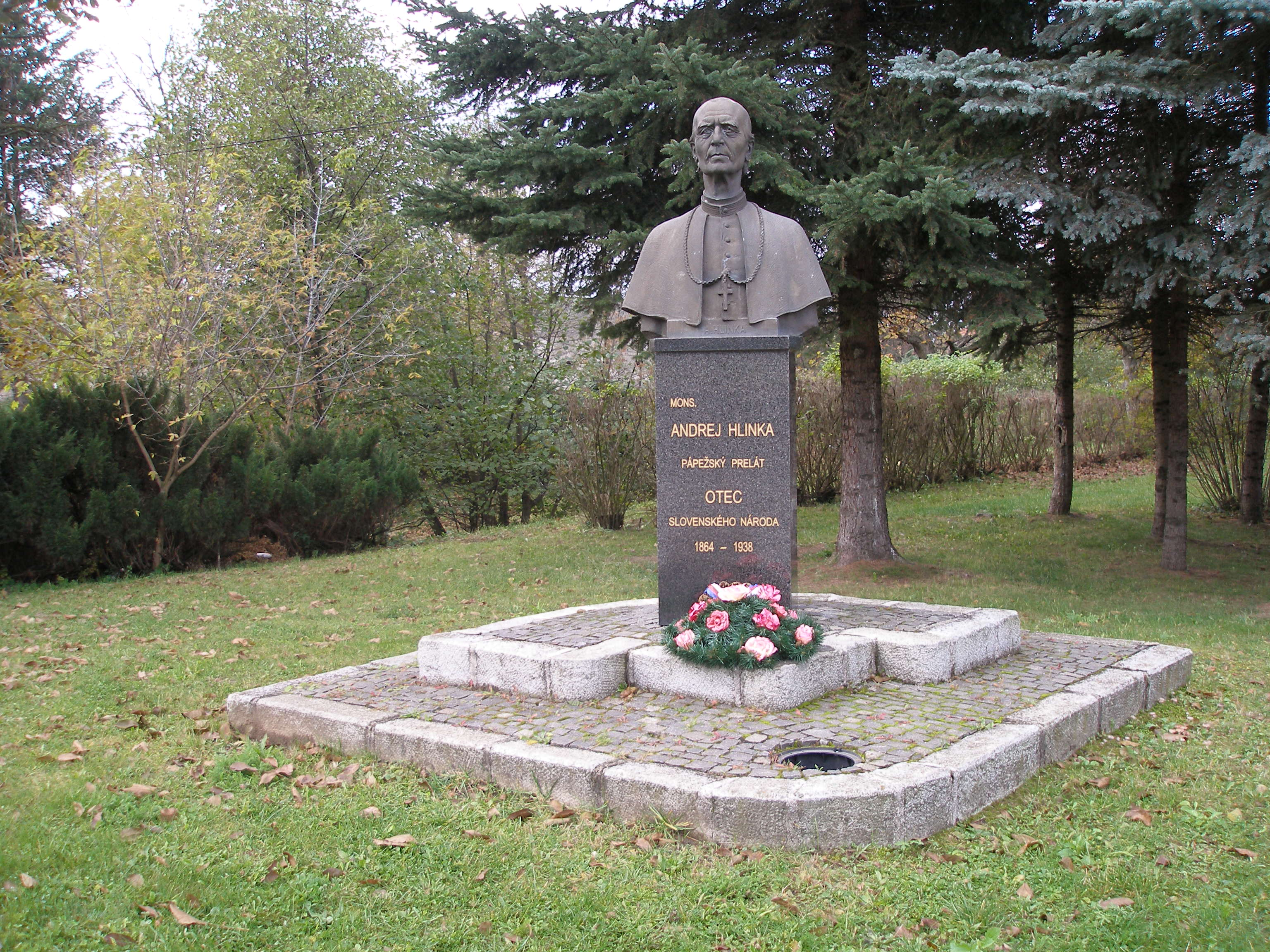
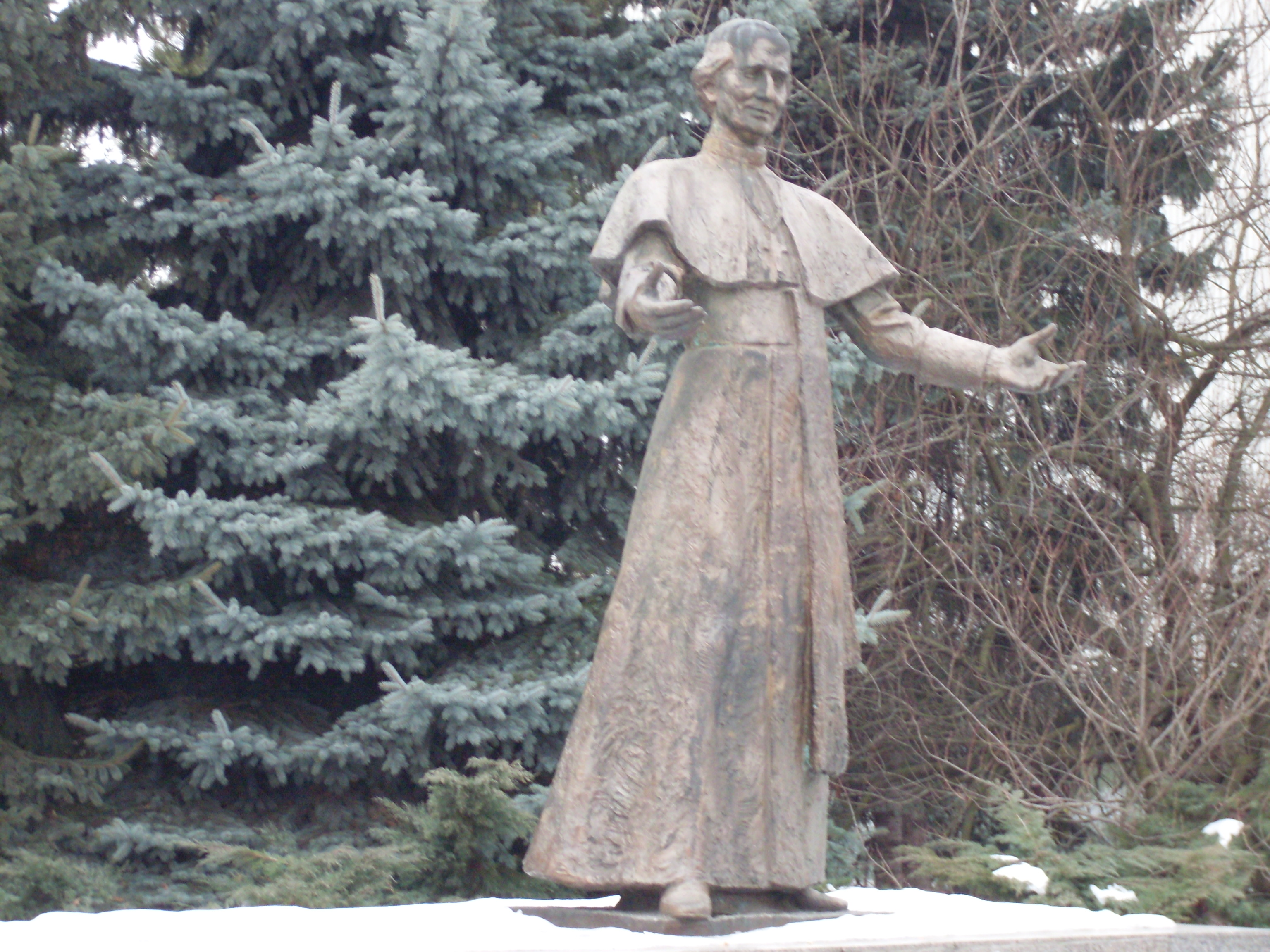
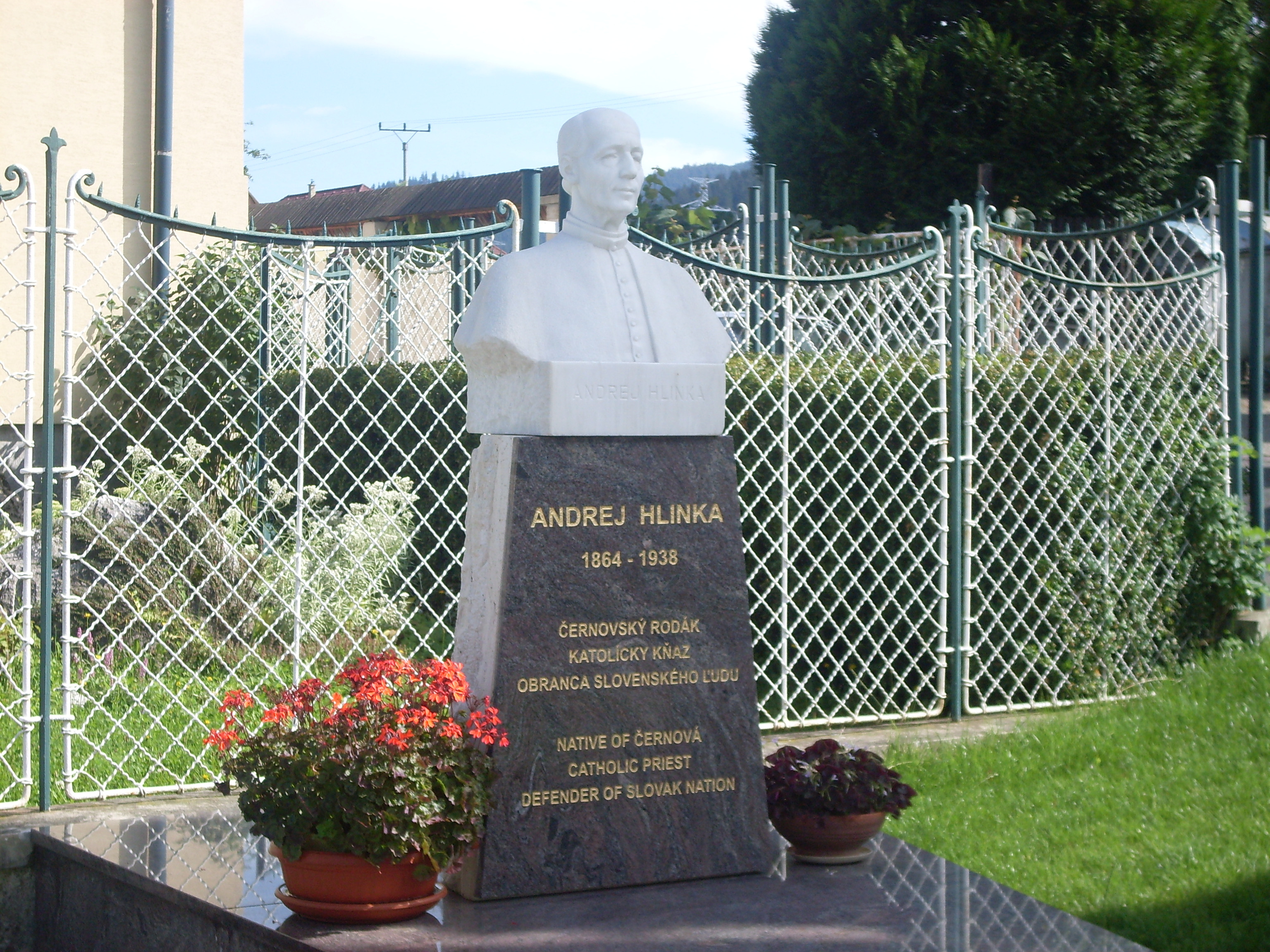

- Eperjesen mellszobor
- Mellszobor az illavai börtön előtt
- Zsolnán egész alakos szobor
- Rózsahegyi síremléke